# Marsh Cirque
Der Marsh Cirque ist ein 1,5 km breiter und teilweise von Gletschereis eingenommener Bergkessel im ostantarktischen Viktorialand. In der Olympus Range liegt er auf der Südseite des Mount Hercules und Mount Dido. Nach Süden öffnet er sich zum Labyrinth.
Das Advisory Committee on Antarctic Names benannte ihn 2004 nach dem Geologen Bruce D. Marsh von der Johns Hopkins University, der zwischen 1995 und 2005 in sieben Kampagnen des United States Antarctic Program an Untersuchungen zum basalen Lagergang in den Antarktischen Trockentälern beteiligt war.